# Kavadarci
Kavádartsi (macedonio: Кавадарци [kaˈvadartsi]) es una villa de Macedonia del Norte, capital del municipio homónimo.
En 2002 tenía 29 188 habitantes, albergando a tres cuartas partes de la población municipal. Su población se compone en un 97,1% por macedonios y en un 1,2% por gitanos.
Se halla en la región del Tikveš, el mayor viñedo del sureste de Europa. La localidad se fundó en el siglo XVII como consecuencia de la destrucción de los anteriores pueblos de la zona en las invasiones otomanas del siglo XIV.
Se ubica unos 25 km al este de Prilep.